# Mười vạn câu chuyện cười lạnh 2 (phim điện ảnh)
Mười vạn câu chuyện cười lạnh 2 (tiếng Trung: 十万个冷笑话2, được biết đến tại Việt Nam với tên gọi Biệt đội bá đạo) là một bộ phim hoạt hình điện ảnh Trung Quốc, chuyển thể từ truyện tranh "Mười vạn câu chuyện cười lạnh" của tác giả Hàn Vũ. Bộ phim được công chiếu ngày 18 tháng 8 năm 2017.

## Nội dung
Trong không gian vũ trụ mênh mông, "Thần" là chủng tộc sở hữu khoa học kỹ thuật vượt trội, trong đó, Đông phương thần Nữ Oa, Tây phương thần Zeus, Bắc phương thần Odin và Nam phương thần Ra là những vị thần đồng cai quản vũ trụ. Cho đến một ngày, Ra trộm đi Thần trượng Sáng Thế rồi lẩn trốn vào chiều không gian khác, sự cân bằng quyền lực trong vũ trụ bị phá vỡ. Nhiều năm sau, thần trộm Tiểu Kim Cang trộm được bản đồ dẫn tới thần trượng, nhưng lại vô tình làm hỏng bản đồ. Bất đắc dĩ, các vị thần tối cao đành cử thần trí tuệ và chiến tranh Athena, thần sấm Thor và thần sông đi cùng Tiểu Kim Cang, người đã kịp ghi nhớ bản đồ trước khi bị phá hỏng, đi tìm thần trượng.

## Nhân vật
|  | Tiểu Kim Cang Lồng tiếng: Hoàng Trinh Quý Tiểu Kim Cang là một người phàm lớn lên tại Cô nhi viện Thảo Nguyên, là người thấy tiền là sáng mắt nhưng cũng là người "rất có quy tắc". Chán ghét thần linh, trở thành thần trộm vì cô nhi viện và bạn gái. Trộm được bản đồ dẫn tới Thần trượng sáng thế. |
|  | Athena Lồng tiếng: Sơn Tân Athena là con gái của thần phương tây Zeus; là một cô nàng bạo lực, từng nhiều lần bị cha giục kết hôn; là người tin tưởng vào tình yêu sét đánh, và trúng "sét đánh" với Thần Sông.                                                                                        |
|  | Thần Sông Lồng tiếng: Hách Tường Hải Thần Sông là cấp dưới của thần phương đông Nữ Oa; là một người điềm đạm, thường xuyên chọc giận Nữ Oa; tay đua tốc độ. |
|  | Thor Lồng tiếng: Lý Xu Thiết Thor là "con trai" thần phương bắc Odin; không biết nói, trong vòng cổ lưu ba câu nói thường dùng; thần lực kinh người. |
|  | Ra Lồng tiếng: Lý Lộ Thần phương nam |
|  | Zeus Lồng tiếng: Đằng Tân Thần phương tây |
|  | Odin (Hồng Thất Công) Lồng tiếng: Đồ Đặc Cáp Mông Thần phương bắc |
|  | Nữ Oa Lồng tiếng: Lý Giai Di Thần phương đông |
|  | Tiểu Thanh Lồng tiếng: C Tiểu Điều Bạn gái Tiểu Kim Cang |
|  | Viện trưởng Lồng tiếng: Cửu Khổng Viện trưởng Cô nhi viện Thảo Nguyên |

## Âm nhạc
| STT | Nhan đề                    | Trình bày                 | Thời lượng |
| --- | -------------------------- | ------------------------- | ---------- |
| 1.  | "Khúc ca thần sông"        | Đái Thuyên                | 3:31       |
| 2.  | "Alibaba"                  | Tôn Bát Nhất, Trần Bỉ Đắc | 3:38       |
| 3.  | "Thập lãnh tiến hành khúc" | Đái Thuyên                | 3:40       |

## Sản xuất
Công ty sản xuất:
- Công ty cổ phần TNHH truyền bá huyễn động Thượng Hải
- Công ty TNHH truyền thông điện ảnh Vạn Đạt
- Công ty TNHH đầu tư phim ảnh Áo Phi (Bắc Kinh)
- Công ty TNHH truyền bá văn hóa điện ảnh Tencent Thượng Hải
- Công ty TNHH điện ảnh Y Lê Trác Nhiên
- Công ty TNHH truyền bá văn hóa Ngải Nhĩ Bình Phương Thành Đô
- Công ty điện ảnh Có Yêu Khí
- Công ty TNHH truyền bá văn hóa Tiên Sơn Thiên Tân

Công ty phát hành:
- Công ty TNHH điện ảnh Y Lê Trác Nhiên
- Công ty TNHH truyền bá văn hóa điện ảnh Tencent Thượng Hải
- Công ty TNHH điện ảnh Vạn Đạt (Thanh Đảo)
- Công ty phát hành điện ảnh Ngũ Châu
- Công ty cổ phần TNHH truyền thông huyễn động Thượng Hải